# Shotmaker Elite camera car and crane

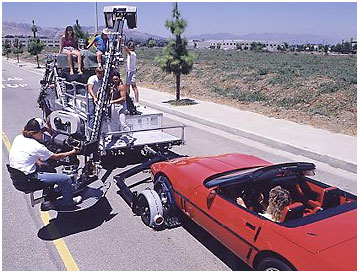
Ein Shotmaker mitsamt Tow Dolly im Einsatz bei Dreharbeiten

Als Shotmaker Elite camera car and crane oder Shotmaker bezeichnet man einen modernen Kamerawagen, bestehend aus einem Auto und einem Kran. Er ermöglicht, sich mit der Kamera zu bewegen und gleichzeitig Kameraschwenks zu machen. Shotmaker ist gleichzeitig der Name der Firma, die diese Kamerawägen herstellt und vermietet.
In dem Film Um Kopf und Kragen (1978) mit Burt Reynolds wurde zum ersten Mal ein Shotmaker verwendet. Entwickelt wurde der Wagen von dem Regisseur des Films und Stuntman Hal Needham. Needham sagte über den Shotmaker: „[…] There were only two angles you can photograph the entire of a car: from the front and from the side and it was boring. […] let’s create a machine that will put movement into action.“
Mit dem Shotmaker konnte man nun Kamerafahrten wie mit einem Dolly machen und gleichzeitig weite Kameraschwenks machen. Um ein sich bewegendes Objekt zu filmen, ist er perfekt, man kann neben ihm herfahren und beliebig um es herumschwenken.
1986 erhielt Needham für die Entwicklung des Shotmaker den Scientific and Engineering Award bei den Academy Awards.
Heute ist der Shotmaker Standard bei Filmproduktionen und findet vor allem Verwendung bei Actionszenen wie zum Beispiel in Stirb langsam 4.0.

## Aufbau
Der typische Shotmaker besteht aus einem leistungsstarken Kraftfahrzeug mitsamt Aufbau. An dem Fahrzeug sind meist verschiedene Plattformen angebracht, auf denen die Filmcrew Platz findet, wenn es in Bewegung ist. Zusätzlich ist noch ein beweglicher Kran montiert, an dessen Ende der Kameramann mitsamt Kamera sitzt.
Um noch ruhigere Aufnahmen in Bewegung machen zu können, wird ein Shotmaker häufig zusammen mit einem Tow Dolly verwendet. Ein Tow Dolly dient dazu, den Shotmaker mit einem anderen Fahrzeug (Motorrad oder Auto) zu verbinden, um damit zu erreichen, dass sich beide nicht unabhängig voneinander bewegen.
Mittlerweile gibt es verschiedenste Shotmaker-Modelle. Neben dem berühmten Shotmaker Elite Plus gibt es noch mit anderen Kränen und Plattformen bestückte Wägen, wie den Shotmaker HD, den Shotmaker Premier Plus und den Shotmaker Classic.